# Ternana Calcio 2009-2010
Questa pagina raccoglie le informazioni riguardanti la Ternana Calcio nelle competizioni ufficiali della stagione 2009-2010.

## Stagione
Nella stagione 2008-2009 la Ternana disputa il girone B del torneo di Prima Divisione, con 49 punti ottiene il sesto posto, il torneo ha promosso in Serie B la sorpresa Portogruaro diretto ed il Pescara che ha vinto i Play-off. La Ternana è rimasta a guardare, perché con un punto in più avrebbe disputato i Play-off e chissà...., con gli stessi 49 punti agli spareggi è andata la Reggiana che in campionato ha battuto le fere due volte. La favorita del torneo l'Hellas Verona, ha perso la finale Play-off contro il Pescara. Tre gli allenatori che si sono alternati sulla panca rossoverde, dopo un'ottima partenza con quattro vittorie, la Ternana è rientrata nei ranghi, ha chiuso in terza posizione il girone di andata con 28 punti, cedendo posizioni nel girone di ritorno, chiuso con solo 21 punti. Con 7 reti in campionato e 3 in Coppa Italia il romano Romano Tozzi Borsoi è stato il miglior marcatore ternano di stagione. Nella Coppa Italia maggiore la Ternana ripescata dopo l'esclusione dai campionati di Pisa, Treviso ed Avellino dalla 62.ma edizione, nel primo turno ha superato il Renate, in una gara giocata a Pavullo dove le Fere erano in ritiro, mentre nel secondo turno esce dalla competizione superata dal Cesena ai calci di rigore. Nella Coppa Italia di Lega Pro rossoverdi subito eliminati dal Gubbio, che si impone (0-1) al Liberati.

## Rosa
| N. |                      | Ruolo | Calciatore          |
| -- | -------------------- | ----- | ------------------- |
|    | Argentina (bandiera) | A     | Jonathan Alessandro |
|    | Italia (bandiera)    | C     | Manuel Angelucci    |
|    | Italia (bandiera)    | A     | Pietro Balistrieri  |
|    | Italia (bandiera)    | D     | Matteo Bertoli      |
|    | Italia (bandiera)    | D     | Tonino Bizzarri     |
|    | Italia (bandiera)    | D     | Pierluigi Borghetti |
|    | Italia (bandiera)    | D     | Matteo Camillini    |
|    | Italia (bandiera)    | C     | Andrea Bussi        |
|    | Italia (bandiera)    | C     | Antonio Cardona     |
|    | Italia (bandiera)    | C     | Fabio Concas        |
|    | Italia (bandiera)    | C     | Simone Confalone    |
|    | Italia (bandiera)    | C     | Nicholas Costantini |
|    | Italia (bandiera)    | P     | Pasquale Cunzi      |
|    | Italia (bandiera)    | C     | Ciro Danucci        |
|    | Italia (bandiera)    | C     | Michele De Bellis   |
|    | Italia (bandiera)    | D     | Federico Del Grosso |

| N. |                        | Ruolo | Calciatore           |
| -- | ---------------------- | ----- | -------------------- |
|    | Italia (bandiera)      | C     | Guido Di Deo         |
|    | Italia (bandiera)      | D     | Palmiro Di Dio       |
|    | Stati Uniti (bandiera) | A     | Gabriel Enzo Ferrari |
|    | Italia (bandiera)      | D     | Giuseppe Imburgia    |
|    | Francia (bandiera)     | A     | Samir Lacheheb       |
|    | Italia (bandiera)      | C     | Domenico Marino      |
|    | Italia (bandiera)      | C     | Matteo Negrini       |
|    | Italia (bandiera)      | C     | Giorgio Noviello     |
|    | Italia (bandiera)      | A     | Raffaele Perna       |
|    | Francia (bandiera)     | D     | Julien Perney        |
|    | Italia (bandiera)      | C     | Walter Piccioni      |
|    | Italia (bandiera)      | D     | Valerio Quandamatteo |
|    | Italia (bandiera)      | D     | Salvatore Ricca      |
|    | Italia (bandiera)      | D     | Luca Tedeschi        |
|    | Italia (bandiera)      | A     | Romano Tozzi Borsoi  |
|    | Italia (bandiera)      | P     | Stefano Visi         |

## Risultati

### Prima Divisione girone B

#### Girone di andata
| Arbitro: | Ferraioli (Nocera Inferiore) |

|  |           |             |
|  | Marcatori | 7’ Noviello |

| Arbitro: | G. Stefanini (Livorno) |

|                                            |           |            |
| Viviani 70’ (aut.) Tozzi Borsoi 75’ (rig.) | Marcatori | 45’ Scarpa |

| Arbitro: | Carbone (Napoli) |

|  |           |            |
|  | Marcatori | 21’ Concas |

| Arbitro: | Paparazzo (Catanzaro) |

|                                             |           |  |
| Concas 28’ J. Alessandro 87’ Lacheheb 90+2’ | Marcatori |  |

| Arbitro: | Massa (Imperia) |

|                        |           |  |
| Selva 22’ Farias 90+4’ | Marcatori |  |

| Arbitro: | Baratta (Salerno) |

|                                                      |           |              |
| Perna 12’ Cuomo 53’ (aut.) Piccioni 57’ Lacheheb 83’ | Marcatori | 78’ Quadrini |

| Arbitro: | Gambini (Roma) |

|                          |           |              |
| Sansovini 7’ Dettori 71’ | Marcatori | 37’ Noviello |

| Arbitro: | Bindoni (Venezia) |

|  |           |                                |
|  | Marcatori | 7’ D. Bettini 78’ L. Locatelli |

| Arbitro: | Ostinelli (Como) |

|              |           |  |
| Varriale 75’ | Marcatori |  |

| Arbitro: | Vivenzi (Brescia) |

|                                    |           |  |
| Tozzi Borsoi 26’, 45+1’ Perney 90’ | Marcatori |  |

| Arbitro: | Colasanti (Grosseto) |

|              |           |                         |
| Altinier 54’ | Marcatori | 13’ Concas 60’ Noviello |

| Arbitro: | Bagalini (Fermo) |

|  |           |                      |
|  | Marcatori | 38’ Concas 63’ Perna |

| Arbitro: | Irrati (Pistoia) |

|             |           |  |
| Noviello 1’ | Marcatori |  |

| Arbitro: | Barbiero (Vicenza) |

|                       |           |  |
| Biancolino 16’ (rig.) | Marcatori |  |

| Arbitro: | Cafari Panico (Cassino) |

|  |           |                                            |
|  | Marcatori | 57’ Poziello 72’ C. Tedesco 90+3’ G. Manco |

| Arbitro: | D'Alesio (Forlì) |

|             |           |             |
| Vinelot 68’ | Marcatori | 8’ Noviello |

| Arbitro: | Di Paolo (Avezzano) |

|  |           |              |
|  | Marcatori | 14’ P. Rossi |

#### Girone di ritorno
| Arbitro: | Bolano (Livorno) |

|                              |           |                    |
| Tozzi Borsoi 71’, 85’ (rig.) | Marcatori | 45+1’ L. Anaclerio |

| Arbitro: | Corletto (Castelfranco Veneto) |

|            |           |  |
| Corona 63’ | Marcatori |  |

| Arbitro: | Giacomelli (Trieste) |

|  |           |                 |
|  | Marcatori | 79’ G. Cipriani |

| Arbitro: | Bagalini (Fermo) |

|             |           |                  |
| Porcaro 45’ | Marcatori | 72’ Tozzi Borsoi |

| Arbitro: | Merchiori (Ferrara) |

|  |           |                               |
|  | Marcatori | 8’ G. Russo 70’ L. Ceccarelli |

| Arbitro: | Di Francesco (Teramo) |

|            |           |                             |
| Visone 59’ | Marcatori | 34’ Concas 45’ E.G. Ferrari |

| Arbitro: | Massa (Imperia) |

|                               |           |  |
| Concas 40’ Tozzi Borsoi 90+1’ | Marcatori |  |

| Arbitro: | Gambini (Roma) |

|                                         |           |  |
| D. Bettini 17’ Capparella 79’ Negro 84’ | Marcatori |  |

| Arbitro: | Coccia (San Benedetto del Tronto) |

|                   |           |                 |
| Di Deo 82’ (rig.) | Marcatori | 69’ F. Spinelli |

| Arbitro: | Baratta (Salerno) |

|          |           |              |
| Nolè 20’ | Marcatori | 67’ Lacheheb |

| Terni 21 marzo 2010 28ª giornata | Ternana                           | 0 – 0 | Portogruaro-Summaga | Stadio Libero Liberati\| Arbitro: \| Gallo (Barcellona Pozzo di Gotto) \| |
| Arbitro:                         | Gallo (Barcellona Pozzo di Gotto) |       |                     |                                                                           |

| Arbitro: | D'Alesio (Forlì) |

|              |           |               |
| Lacheheb 89’ | Marcatori | 57’ M. Turchi |

| Arbitro: | Viti (Campobasso) |

|  |           |              |
|  | Marcatori | 31’ Noviello |

| Terni 18 aprile 2010 31ª giornata | Ternana                        | 0 – 0 | Cosenza | Stadio Libero Liberati\| Arbitro: \| Corletto (Castelfranco Veneto) \| |
| Arbitro:                          | Corletto (Castelfranco Veneto) |       |         |                                                                        |

| Arbitro: | Paparazzo (Catanzaro) |

|                                                     |           |  |
| A. Romano 12’ Galizia 29’ Poziello 52’ G. Manco 79’ | Marcatori |  |

| Arbitro: | Bietolini (Firenze) |

|                      |           |  |
| Perna 27’ Perney 56’ | Marcatori |  |

| Arbitro: | Carbone (Napoli) |

|             |           |  |
| Nardini 59’ | Marcatori |  |

### Coppa Italia
| Arbitro: | Mangialardi (Pistoia) |

|                                           |           |                           |
| Bacchion 10’ (aut.) Tozzi Borsoi 12’, 41’ | Marcatori | 20’ A. Farina 70’ Moretti |

| Arbitro: | Rocchi (Firenze) |

|                                                  |                      |                                          |
| Giaccherini 45+2’ (rig.) Djuric 90+1’            | Marcatori            | 17’ Tozzi Borsoi 44’ Noviello            |
| Schelotto De Feudis Giaccherini Castiglia Cusaro | Tiri di rigore 3 – 2 | Bertoli Di Deo Danucci Noviello R. Perna |

### Coppa Italia Lega Pro
| Arbitro: | Vallesi (Ascoli Piceno) |

|  |           |                    |
|  | Marcatori | 13’ (rig.) Marotta |